# Volta ao Algarve de 2013
A Volta ao Algarve de 2013 foi a 39ª edição da prova de ciclismo de estrada Volta ao Algarve. É uma prova com coeficiente 2.1 no UCI Europe Tour, e decorreu entre os dias 14 e 17 de Fevereiro de 2013, em Portugal.
A prova foi ganha pela 2ª vez pelo ciclista alemão Tony Martin da equipa Omega Pharma-Quick Step, após ganhar o contra-relógio final com mais de 1 minuto de vantagem sobre os seus adversários. O seu companheiro de equipa Michal Kwiatkowski terminou em 2º a 58 segundos, e o ciclista holandês Lieuwe Westra da Vacansoleil-DCM completou o pódio a 59 segundos de Tony Martin. Nas restantes classificações o italiano Giacomo Nizzolo da RadioShack-Leopard venceu a classifcação por pontos, o português Hugo Sabido da LA-Antarte venceu a classificação das metas volantes, o italiano Manuele Boaro da Saxo-Tinkoff venceu a camisola verde da classificação da montanha enquanto a RadioShack-Leopard venceu a classificação por equipas.

## Percurso
| Etapa | Data         | Percurso                  | Distância | Tipo | Tipo                      | Vencedor     |
| ----- | ------------ | ------------------------- | --------- | ---- | ------------------------- | ------------ |
| 1     | 14 Fevereiro | Faro a Albufeira          | 198.8 km  |      | Etapa Plana               | Paul Martens |
| 2     | 15 Fevereiro | Lagoa a Lagoa             | 195 km    |      | Etapa Plana               | Theo Bos     |
| 3     | 16 Fevereiro | Portimão a Alto do Malhão | 193 km    |      | Etapa Média-Montanha      | Sergio Henao |
| 4     | 17 Fevereiro | Castro Marim a Tavira     | 34.8 km   |      | Contra-relógio Individual | Tony Martin  |

## Equipas participantes
Participaram na prova 21 equipas: 9 de categoría UCI World Tour,  4 UCI Continental Profissional, 7 UCI Continental a Selecção de Angola.
| Código | Nome Oficial                        | Categoria                    |
| ------ | ----------------------------------- | ---------------------------- |
| BLA    | Blanco Pro Cycling                  | UCI World Tour               |
| EUS    | Euskaltel-Euskadi                   | UCI World Tour               |
| KAT    | Team Katusha                        | UCI World Tour               |
| MOV    | Movistar Team                       | UCI World Tour               |
| OPQ    | Omega Pharma-Quick Step             | UCI World Tour               |
| RTL    | RadioShack-Leopard                  | UCI World Tour               |
| TST    | Saxo Bank-Tinkoff                   | UCI World Tour               |
| SKY    | Team Sky                            | UCI World Tour               |
| VCD    | Vacansoleil-DCM                     | UCI World Tour               |
| TSV    | Bélgica Topsport Vlaanderen-Baloise | UCI Profissional Continental |
| CJR    | Espanha Caja Rural-Seguros RGA      | UCI Profissional Continental |
| COL    | Colômbia                            | UCI Profissional Continental |
| UHC    | Espanha United Healthcare           | UCI Profissional Continental |
| SKT    | Bélgica Topsport Vlaanderen-Baloise | UCI Continental              |
| PRT    | Portugal Carmin – Tavira            | UCI Continental              |
| EFG    | Portugal Efapel – Glassdrive        | UCI Continental              |
| LAR    | Portugal LA – Antarte               | UCI Continental              |
| LDD    | Portugal Louletano – Dunas Douradas | UCI Continental              |
| OFM    | Portugal OFM - Quinta da Lixa       | UCI Continental              |
| BOA    | Portugal Rádio Popular – Onda       | UCI Continental              |
| ANG    | Selecção de Angola                  | -                            |

## Etapas

### Etapa 1
14 Fevereiro 2013 – Faro a Albufeira, 198.8 km
|    | Ciclista           | Equipa                      | Tempo     |
| -- | ------------------ | --------------------------- | --------- |
| 1  | Paul Martens       | Blanco                      | 5h 07' 29 |
| 2  | Tiago Machado      | RadioShack-Leopard          | m.t.      |
| 3  | Theo Bos           | Blanco                      | m.t.      |
| 4  | Giacomo Nizzolo    | RadioShack-Leopard          | m.t.      |
| 5  | Thomas Sprengers   | Topsport Vlaanderen-Baloise | m.t.      |
| 6  | Mark Cavendish     | Omega Pharma-Quick Step     | m.t.      |
| 7  | Tom Van Asbroeck   | Topsport Vlaanderen-Baloise | m.t.      |
| 8  | Rui Costa          | Movistar                    | m.t.      |
| 9  | Alessandro Bazzana | UnitedHealthcare            | m.t.      |
| 10 | Samuel Caldeira    | OFM-Quinta Da Lixa          | m.t.      |

|    | Ciclista           | Equipa                      | Tempo     |
| -- | ------------------ | --------------------------- | --------- |
| 1  | Paul Martens       | Blanco                      | 5h 07' 29 |
| 2  | Tiago Machado      | RadioShack-Leopard          | + 0"      |
| 3  | Theo Bos           | Blanco                      | + 0"      |
| 4  | Giacomo Nizzolo    | RadioShack-Leopard          | + 0"      |
| 5  | Thomas Sprengers   | Topsport Vlaanderen-Baloise | + 0"      |
| 6  | Mark Cavendish     | Omega Pharma-Quick Step     | + 0"      |
| 7  | Tom Van Asbroeck   | Topsport Vlaanderen-Baloise | + 0"      |
| 8  | Rui Costa          | Mosvistar                   | + 0"      |
| 9  | Alessandro Bazzana | UnitedHealthcare            | + 0"      |
| 10 | Samuel Caldeira    | OFM-Quinta Da Lixa          | + 0"      |

### Etapa 2
15 Fevereiro 2013 –Lagoa toLagoa, 195 km
|    | Ciclista             | Equipa                      | Tempo     |
| -- | -------------------- | --------------------------- | --------- |
| 1  | Theo Bos             | Blanco                      | 4h 50' 15 |
| 2  | Giacomo Nizzolo      | RadioShack-Leopard          | m.t.      |
| 3  | Bruno Sancho         | Carmim-Tavira               | m.t.      |
| 4  | Jesús Herrada        | Mosvistar                   | m.t.      |
| 5  | Kris Boeckmans       | Vacansoleil-DCM             | m.t.      |
| 6  | Thomas Leezer        | Blanco                      | m.t.      |
| 7  | Alessandro Bazzana   | UnitedHealthcare            | m.t.      |
| 8  | Pieter Vanspeybrouck | Topsport Vlaanderen-Baloise | m.t.      |
| 8  | Edwin Ávila          | Team Colômbia               | m.t.      |
| 10 | Michael Mørkøv       | Saxo-Tinkoff                | m.t.      |

|    | Ciclista          | Equipa             | Tempo     |
| -- | ----------------- | ------------------ | --------- |
| 1  | Theo Bos          | Blanco             | 9h 57' 30 |
| 2  | Paul Martens      | Blanco             | + 4"      |
| 3  | Giacomo Nizzolo   | RadioShack-Leopard | + 8"      |
| 4  | Tiago Machado     | RadioShack-Leopard | + 8"      |
| 5  | Hugo Sabido       | LA-Antarte         | + 9"      |
| 6  | Eduard Vorganov   | Katusha            | + 9"      |
| 7  | Bruno Sancho      | Carmim-Tavira      | + 10"     |
| 8  | Amets Txurruka    | Caja Rural         | + 11"     |
| 9  | Sérgio Paulinho   | Saxo-Tinkoff       | + 12"     |
| 10 | Bert-Jan Lindeman | Vacansoleil-DCM    | + 12"     |

### Etapa 3
16 Fevereiro 2013 – Portimão a Alto do Malhão, 193 km
|    | Ciclista           | Equipa                  | Tempo     |
| -- | ------------------ | ----------------------- | --------- |
| 1  | Sergio Henao       | Sky                     | 4h 53' 15 |
| 2  | Rui Costa          | Mosvistar               | + 3"      |
| 3  | Lieuwe Westra      | Vacansoleil-DCM         | + 5"      |
| 4  | Rigoberto Urán     | Sky                     | + 7"      |
| 5  | Tiago Machado      | RadioShack-Leopard      | + 7"      |
| 6  | Andreas Klöden     | RadioShack-Leopard      | + 7"      |
| 7  | Josh Edmondson     | Sky                     | + 7"      |
| 8  | Denis Menchov      | Katusha                 | + 7"      |
| 8  | Jesús Herrada      | Mosvistar               | + 12"     |
| 10 | Michał Kwiatkowski | Omega Pharma-Quick Step | + 12"     |

|    | Ciclista           | Equipa                  | Tempo      |
| -- | ------------------ | ----------------------- | ---------- |
| 1  | Sergio Henao       | Sky                     | 14h 50' 49 |
| 2  | Rui Costa          | Mosvistar               | + 7"       |
| 3  | Tiago Machado      | RadioShack-Leopard      | + 11"      |
| 4  | Lieuwe Westra      | Vacansoleil-DCM         | + 11"      |
| 5  | Andreas Klöden     | RadioShack-Leopard      | + 17"      |
| 6  | Rigoberto Urán     | Sky                     | + 17"      |
| 7  | Denis Menchov      | Katusha                 | + 17"      |
| 8  | Josh Edmondson     | Sky                     | + 17"      |
| 9  | Michał Kwiatkowski | Omega Pharma-Quick Step | + 19"      |
| 10 | Jesús Herrada      | Mosvistar               | + 22"      |

### Etapa 4
17 Fevereiro 2013 – Castro Marim a Tavira, 34.8 km;  Contra-relógio Individual (CRI)
|    | Ciclista             | Equipa                  | Tempo    |
| -- | -------------------- | ----------------------- | -------- |
| 1  | Tony Martin          | Omega Pharma-Quick Step | 45' 09   |
| 2  | Michał Kwiatkowski   | Omega Pharma-Quick Step | + 1' 07" |
| 3  | Jesse Sergent        | RadioShack-Leopard      | + 1' 15" |
| 4  | Lieuwe Westra        | Vacansoleil-DCM         | + 1' 16" |
| 5  | Jonathan Castroviejo | Mosvistar               | + 1' 30" |
| 6  | Denis Menchov        | Katusha                 | + 1' 32" |
| 7  | Tiago Machado        | RadioShack-Leopard      | + 1' 47" |
| 8  | Rui Costa            | Mosvistar               | + 1' 47" |
| 9  | Andreas Klöden       | RadioShack-Leopard      | + 2' 04" |
| 10 | Jan Bakelants        | RadioShack-Leopard      | + 2' 32" |

|    | Ciclista             | Equipa                  | Tempo      |
| -- | -------------------- | ----------------------- | ---------- |
| 1  | Tony Martin          | Omega Pharma-Quick Step | 15h 36' 26 |
| 2  | Michał Kwiatkowski   | Omega Pharma-Quick Step | + 58"      |
| 3  | Lieuwe Westra        | Vacansoleil-DCM         | + 59"      |
| 4  | Denis Menchov        | Katusha                 | + 1' 21"   |
| 5  | Rui Costa            | Mosvistar               | + 1' 26"   |
| 6  | Tiago Machado        | RadioShack-Leopard      | + 1' 30"   |
| 7  | Jesse Sergent        | RadioShack-Leopard      | + 1' 40"   |
| 8  | Jonathan Castroviejo | Mosvistar               | + 1' 45"   |
| 9  | Andreas Klöden       | RadioShack-Leopard      | + 1' 53"   |
| 10 | Rigoberto Urán       | Sky                     | + 2' 31"   |

## Lideres Classificações
| Etapa | Vencedor da Etapa | Classificação Geral · | Classificação Montanha · | Classificação Metas Volantes · | Classificação Pontos · | Melhor Português | Classificação Equipas |
| ----- | ----------------- | --------------------- | ------------------------ | ------------------------------ | ---------------------- | ---------------- | --------------------- |
| 1     | Paul Martens      | Paul Martens          | Sérgio Paulinho          | Eduard Vorganov                | Paul Martens           | Tiago Machado    | Blanco                |
| 2     | Theo Bos          | Theo Bos              | Manuele Boaro            | Hugo Sabido                    | Theo Bos               | Tiago Machado    | Blanco                |
| 3     | Sergio Henao      | Sergio Henao          | Manuele Boaro            | Hugo Sabido                    | Giacomo Nizzolo        | Rui Costa        | Sky                   |
| 4     | Tony Martin       | Tony Martin           | Manuele Boaro            | Hugo Sabido                    | Giacomo Nizzolo        | Rui Costa        | RadioShack-Leopard    |
| Final | Final             | Tony Martin           | Manuele Boaro            | Hugo Sabido                    | Giacomo Nizzolo        | Rui Costa        | RadioShack-Leopard    |

## Ligações Externas
«Sítio oficial»